# Próba Hinsberga
Próba Hinsberga – reakcja chemiczna, używana do określania rzędowości aminy. Polega na wytrząsaniu badanego związku z chlorkiem kwasowym aromatycznego kwasu sulfonowego, np. chlorkiem tosylu lub chlorkiem benzenosulfonylu, w obecności wodnego roztworu zasady potasowej.
Nazwa reakcji pochodzi od niemieckiego chemika Oscara Hinsberga, który jako pierwszy opisał ją w 1890 roku. Dzięki odmiennemu przebiegowi reakcji możliwe jest jednoznaczne określenie rzędowości badanej aminy.

## Przebieg reakcji dla amin pierwszorzędowych
Aminy pierwszorzędowe przekształcają się podczas reakcji w N-jednopodstawione sulfonamidy, zgodnie ze schematem:
RNH
2 + ArSO
2Cl → ArSO
2NRH + HCl
Na przykład:
Powstały N-jednopodstawiony sulfonamid posiada kwasowy atom wodoru przyłączony do atomu azotu. Pod wpływem KOH zostaje on zastąpiony kationem potasu. Dzięki temu sulfonamid rozpuszcza się w wodzie i tworzy się przezroczysty roztwór:
Późniejsze zakwaszenie środowiska reakcji powoduje odtworzenie sulfonamidu, który wytrąca się z roztworu w postaci nierozpuszczalnego osadu.

## Przebieg reakcji dla amin drugorzędowych
Aminy drugorzędowe, podobnie jak pierwszorzędowe, przekształcają się w podstawione sulfonamidy:
RR'NH + ArSO
2Cl → ArSO
2NRR' + HCl
Na przykład:
Z uwagi na brak atomów wodoru przyłączonych bezpośrednio do atomu azotu (a tym samym kwasowych atomów wodoru), powstający N,N-dwupodstawiony sulfonamid nie reaguje z wodorotlenkiem potasu i tworzy nierozpuszczalny osad. Ponadto związek ten nie ulega przemianom pod wpływem kwasów.

## Przebieg reakcji dla amin trzeciorzędowych
W przypadku amin trzeciorzędowych nie obserwuje się widocznych zmian w środowisku reakcji. Nie oznacza to jednak, że nie zachodzą żadne zmiany - powstający przejściowo trójpodstawiony sulfonamid jest związkiem nietrwałym i ulega rozpadowi z powrotem na trzeciorzędową aminę, kwas sulfonowy i kwas chlorowodorowy:
RR'R"N + ArSO
2Cl → ArSO
2NRR'R"+
Cl−

ArSO
2NRR'R"+
Cl−
 + OH−
 → RR'R"N + ArSO−
3 + HCl
Nierozpuszczalna amina trzeciorzędowa pod wpływem kwasu (np. chlorowodorowego) przechodzi w rozpuszczalną sól amoniową, zgodnie z równaniem reakcji:
R
3N + HCl → R
3NHCl−

## Mechanizm reakcji
Mechanizm reakcji Hinsberga jest taki sam niezależnie od rzędowości aminy biorącej w niej udział. Jest to reakcja substytucji nukleofilowej, zachodzącej zgodnie z mechanizmem SN2, w której podstawieniu ulega atom chloru w chlorku kwasowym. Reagentem nukleofilowym jest amina, będąca silną zasadą Lewisa ze względu na wolną parę elektronową. Atom azotu w aminie atakuje atom siarki.
Po odłączeniu atomu chloru od chlorku kwasowego powstały związek posiada czterowiązalny atom azotu. W przypadku amin pierwszo- i drugorzędowych do tego atomu przyłączony jest atom wodoru, który zostaje oderwany. Amina trzeciorzędowa takiego atomu wodoru nie posiada, dlatego powstający produkt jest nietrwały i ulega natychmiast hydrolizie.